# Stará Bašta
Stará Bašta és un poble i municipi d'Eslovàquia. Es troba a la regió de Banská Bystrica.

## Història
La primera menció escrita de la vila es remunta al 1455.

## Demografia
| Godina             | 1994 | 2004    | 2014    | 2024   |
| ------------------ | ---- | ------- | ------- | ------ |
| Nombre de persones | 416  | 368     | 318     | 323    |
| Diferència         |      | −11,53% | −13,58% | +1,57% |

| Godina             | 2023 | 2024   |
| ------------------ | ---- | ------ |
| Nombre de persones | 319  | 323    |
| Diferència         |      | +1,25% |